# World Gone Crazy
World Gone Crazy — тринадцатый студийный альбом The Doobie Brothers, вышедший в 2010 году.

## Об альбоме
Пластинка вышла через 10 лет после предыдущей работы группы, альбома Sibling Rivalry. Музыканты возобновили сотрудничество с продюсером Тедом Темплманом, с которым работали в 1970-е годы. Под его руководством было выпущено 11 новых песен.
Главным синглом альбома стала композиция «Nobody», представлявшая собой переработку песни с дебютной пластинки The Doobie Brothers.
На сайте AllMusic World Gone Crazy назвали «плотным альбомом, который напоминает дни былой славы». В рецензии Криса Робертса для BBC Music пластинку окрестили возвращением к калифорнийскому року середины семидесятых.

## Список композиций
1. «A Brighter Day» (Том Джонстон[англ.]) — 3:54
2. «Chateau» (Патрик Симмонс[англ.], Тед Темплман[англ.]) — 4:18
3. «Nobody» (Джонстон) — 4:35
4. «World Gone Crazy» (Джонстон) — 5:10
5. «Far from Home» (Симмонс, Темплман) — 3:45
6. «Young Man’s Game» (Джонстон) — 5:32
7. «Don’t Say Goodbye» (с участием Майкл Макдональд) (Симмонс, Темплман) — 4:53
8. «My Baby» (Джонстон) — 4:03
9. «Old Juarez» (Джонстон) — 3:47
10. «I Know We Won» (с участием Вилли Нельсона) (Вилли Нельсон, Симмонс) — 4:05
11. «Law Dogs» (Джонстон) — 3:10
12. «Little Prayer» (Симмонс) — 2:57
13. «New York Dream» (Джонстон) — 4:39
14. «Delta Devil Dog» (Japan Only) (Джон Макфи[англ.]) — 0:45
15. «Lie To Me» (Japan Only) (Джонстон) — 3.59

iTunes Edition
1. «Little Prayer» (Симмонс) — 2:57
2. «New York Dream» (Джонстон) — 4:39
3. «Black Water» (Live on Acoustic Café Big Sky) (Симмонс) — 3:59
4. «Nobody» (Live on Acoustic Café Big Sky) (Джонстон) — 5:04

## Участники записи
The Doobie Brothers:
- Том Джонстон[англ.] — гитара, вокал, бэк-вокал, акустические гитары, электрогитары
- Патрик Симмонс[англ.] — гитара, вокал, бэк-вокал, акустические гитары, электрогитары
- Джон Макфи[англ.] — акустические гитары, электрогитары, вокал, банджо, мандолина, перкуссия, виолончель, ударные, добро
- Майкл Хоссек — ударные, перкуссия

## Позиции в хит-парадах
| Год  | Чарт                | Высшая позиция | Пребывание в чарте |
| ---- | ------------------- | -------------- | ------------------ |
| 2010 | США (Billboard 200) | 39             | 2 недели           |
| 2010 | Франция (SNEP)      | 190            | 1 неделя           |